# Lipogramma
Lipogramma ist eine Gattung kleiner Meeresfische, die im tropischen, westlichen Atlantik vorkommt.

## Merkmale
Lipogramma-Arten werden zwei bis maximal sieben Zentimeter lang, haben einen gedrungenen Körper und sind im Allgemeinen relativ auffällig bunt gefärbt oder schwarz-weiß gestreift. Charakteristische Merkmale der Gattung sind 12 oder 13 Hartstrahlen in der Rückenflosse und drei in der Afterflosse. Die Bauchflossen werden von einem harten Flossenstrahl und fünf Weichstrahlen gestützt. In einer mittleren Längsreihe entlang der Körperseiten zählt man 26 Schuppen. Eine Seitenlinie fehlt. Der Kiemendeckel ist ohne Stacheln. Beide Kiefer sowie Gaumen- und Pflugscharbein sind bezahnt. Die Schwanzflosse ist abgerundet oder leicht eingebuchtet. Die Körperschuppen sind ctenoid.

## Arten

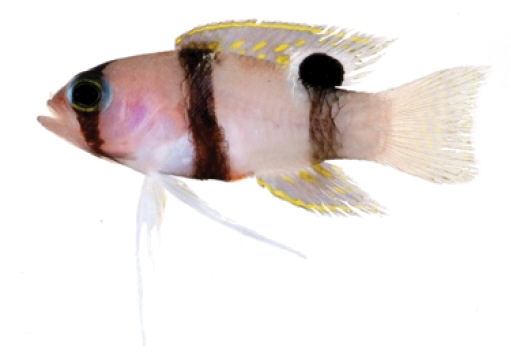
Lipogramma evides

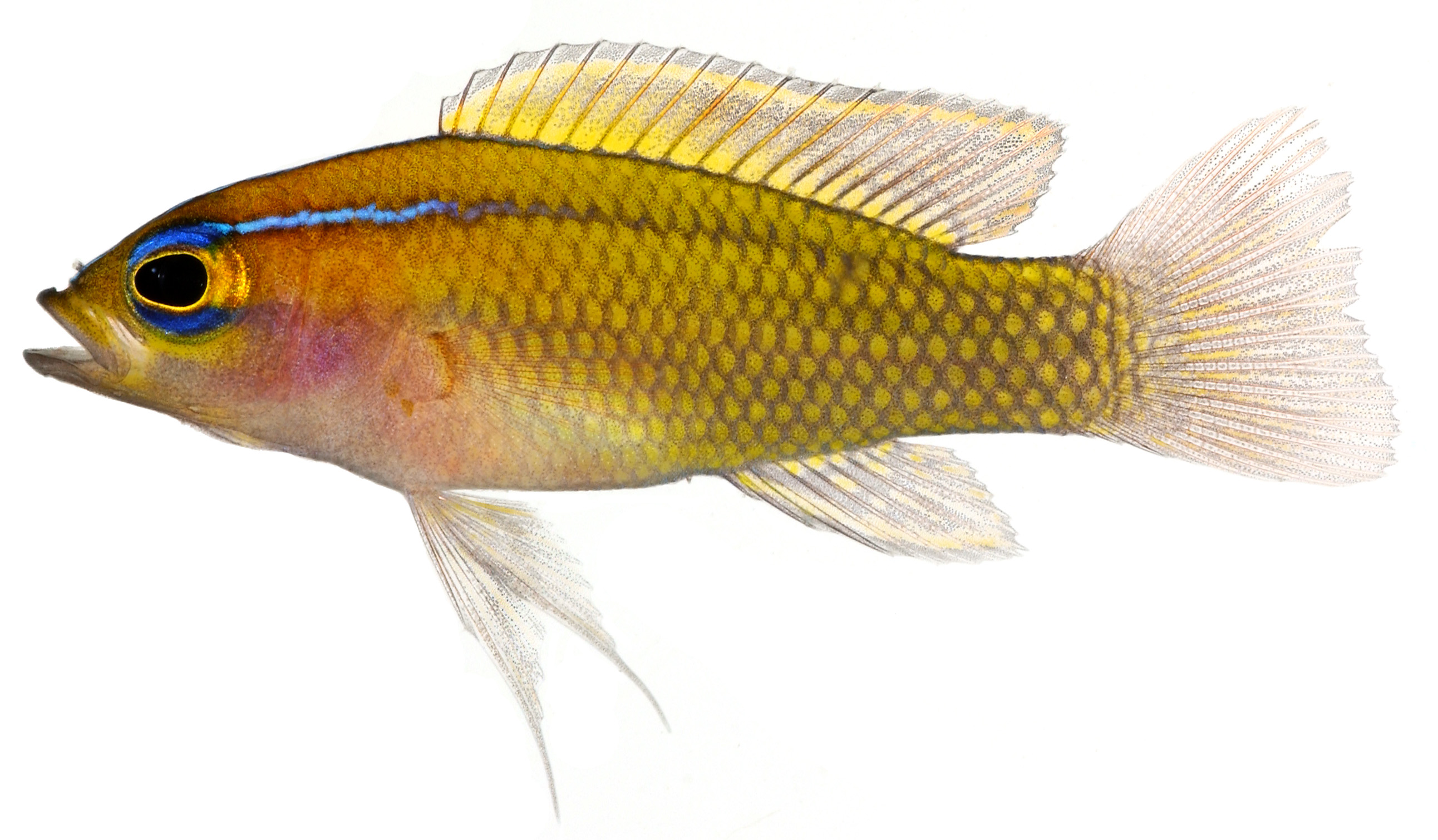
Lipogramma trilineata

Gegenwärtig gehören 13 Arten zur Gattung Lipogramma.
- Lipogramma anabantoides Böhlke, 1960.[1]
- Lipogramma barrettorum Baldwin, Tornabene, Robertson, Nonaka, Gilmore, 2018.[3]
- Lipogramma evides Robins & Colin, 1979.
- Lipogramma flavescens Gilmore & Jones, 1988.
- Lipogramma haberi Baldwin et al., 2016.[4]
- Lipogramma idabeli Tornabene et al., 2018.[3]
- Rotkopf-Feenbarsch (Lipogramma klayi Randall, 1963)
- Lipogramma levinsoni Baldwin et al., 2016.[4]
- Lipogramma regia Robins & Colin, 1979.
- Lipogramma robinsi Gilmore, 1997.
- Lipogramma rosea Gilbert, 1979.
- Lipogramma schrieri Baldwin, Tornabene, Robertson, Nonaka, Gilmore, 2018.[3]
- Lipogramma trilineata Randall, 1963.

## Belege
1. 1 2  James Erwin Böhlke (1960): Comments on serranoid fishes with disjunct lateral lines, with the description of a new one from the Bahamas. Notulae Naturae (Philadelphia) No. 330: 1-11.
2. ↑  Lipogramma auf Fishbase.org (englisch)
3. 1 2 3  Carole C. Baldwin, Luke Tornabene, D. Ross Robertson, Ai Nonaka, Grant Gilmore: More new deep-reef basslets (Teleostei, Grammatidae, Lipogramma), with updates on the eco-evolutionary relationships within the genus. ZooKeys No. 729: 129-161 (Jan. 2018) doi: 10.3897/zookeys.729.21842
4. 1 2  Carole C. Baldwin, D. Ross Robertson, Ai Nonaka & Luke Tornabene (2016): Two new deep-reef basslets (Teleostei, Grammatidae, Lipogramma), with comments on the eco-evolutionary relationships of the genus. ZooKeys 638: 45-82 (Dez. 2016) doi: 10.3897/zookeys.638.10455